# سنط رخو
سَنْط رَخُو أو سَنْط رَهْل (الاسم العلمي: Acacia mearnsii)، شجرة مُزهرة غير شائكة من فصيلة البقولية. تستوطن في جنوب شرق أستراليا. فروعها وأوراقها وازهرارتهُا خملية زغبية، أوراقها من 15 إلى 25 زوجًا من الرُّيَيْشات، ومن 30 إلى 60
زوجًا من الوريقات المُتراكبة، طولها 3 ملم وعرضها 0,8 ملم. جَشْوات من الأزهار الباهتة اللون الأصفر، عنقودية التجميع.
في بعض الأجزاء الأخرى من العالم، يُنظر إليها على أنها من الأنواع الغازية.